# Bertus Freese

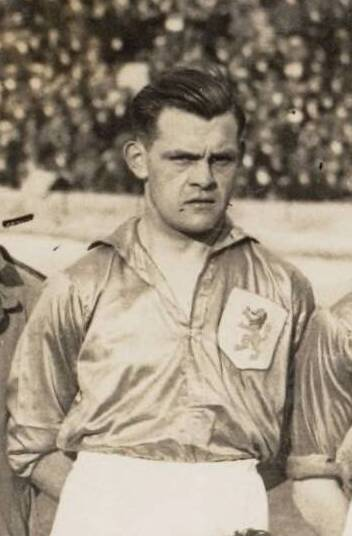
Bertus Freese (1928)

Bertus Freese (* 20. Februar 1902 in Almelo; † 21. November 1959) war ein niederländischer Fußballnationalspieler.
Freese spielte in den 1920er Jahren für den Verein Heracles Almelo. Mit ihm wurde er in der Saison 1926/27 niederländischer Meister.
Im Jahr darauf debütierte Freese im Trikot der niederländischen Fußballnationalmannschaft. Bei den Olympischen Spielen 1928 in Amsterdam stand Freese am 30. Mai 1928 im Kader des Auftaktspiels der Niederlande gegen Uruguay. Die Niederlande unterlagen dem späteren Olympiasieger mit 0:2 und mussten sich mit der Trostrunde des Turniers begnügen.
Für Freese blieb dies der einzige Einsatz in der Nationalmannschaft.
| Personendaten    | Personendaten                           |
| ---------------- | --------------------------------------- |
| NAME             | Freese, Bertus                          |
| KURZBESCHREIBUNG | niederländischer Fußballnationalspieler |
| GEBURTSDATUM     | 20. Februar 1902                        |
| GEBURTSORT       | Almelo                                  |
| STERBEDATUM      | 21. November 1959                       |